# Anne Stine Ingstad

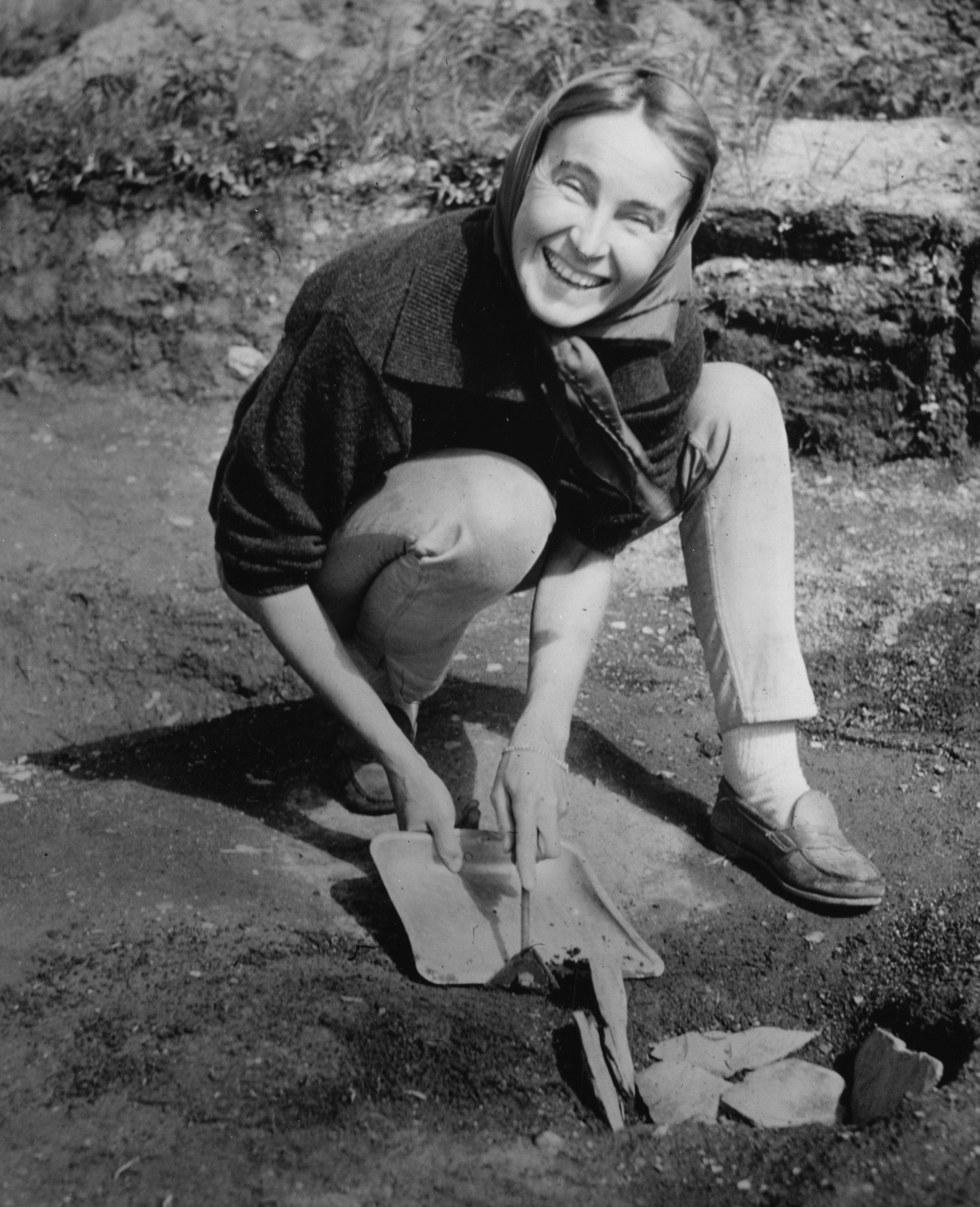
Anne Stine Moe Ingstad, 1963

Anne Stine Ingstad geb. Anne Kirstine Stolt Moe (* 11. Februar 1918 in Lillehammer; † 6. November 1997 in Oslo) war eine norwegische Archäologin, die gemeinsam mit ihrem Ehemann Helge Ingstad als Entdeckerin der Wikingersiedlung im kanadischen L’Anse aux Meadows bekannt wurde.

## Leben
Anne Kirstine Moe wurde 1918 in Lillehammer geboren und heiratete 1941 Helge Ingstad. Aus dieser Verbindung ging eine Tochter, Benedicte, hervor.
In den 1950er Jahren studierte Anne Stine Ingstad Ur- und Frühgeschichte an der Universität Oslo. Bei den Ausgrabungen von 1961 bis 1968 in L’Anse aux Meadows war sie als Leiterin tätig und fand international Anerkennung für ihre Arbeit. Ihr Ausgräberteam bestand aus Norwegern, Schweden, Isländern, Kanadiern und US-Amerikanern.
Nach Abschluss der Arbeiten wandte sich Anne Stine Ingstad wikingerzeitlichen Textilfunden zu, vor allem vom Oseberg-Schiff.
Gemeinsam mit ihrem Mann wurde sie von mehreren Universitäten mit der Ehrendoktorwürde für ihre Arbeit ausgezeichnet, darunter von der Memorial University of Newfoundland und der Universität Bergen. Außerdem war sie Mitglied der Norwegischen Akademie der Wissenschaften und des Sankt-Olav-Ordens.